# Deltocephalus coronatus
Deltocephalus coronatus är en insektsart som beskrevs av Melichar 1904. Deltocephalus coronatus ingår i släktet Deltocephalus och familjen dvärgstritar. Inga underarter finns listade i Catalogue of Life.